# Рязанская мужская гимназия
Рязанская мужская гимназия — главное учебное заведение в Рязанской губернии в 1804—1917 годах.

## История

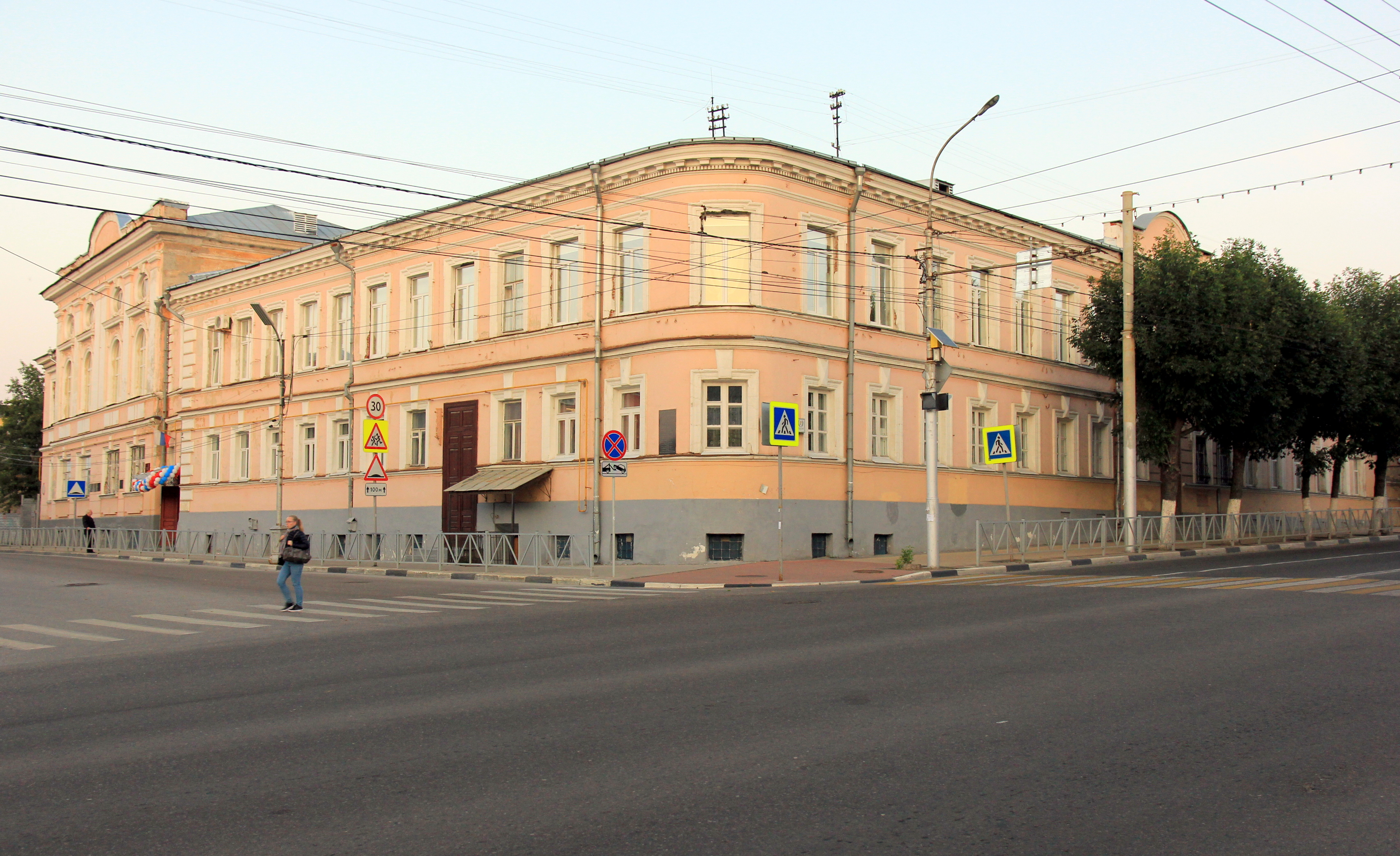
Бывшее здание гимназии на углу Астраханской и Николодворянской улиц (современный адрес — улица Ленина, 40

Гимназия была образована в 1804 году: рязанское Главное народное училище было расформировано — первые классы превратились в приходскую школу, вторые были переданы в ведение уездного училища, а старшие стали базовыми для создаваемой на основании университетского устава 1804 года гимназии.
Первоначально, при директоре Андрее Ивановиче Толстом, гимназия расположилась в помещении Редутного дома (ныне — д. 48 по Семинарской улице), затем в специально выстроенное для образовательных целей, деревянное здание возле Лыбедского моста. А в 1808 году у Кузнецовых был приобретён двухэтажный дом «за 14 500 рублей серебром». Здание было основательно перестроено, возведены технические постройки, позже был пристроен огромный флигель, а на средства Гаврилы Рюмина была сооружена ограда. И в 1815 году новое здание гимназии приняло своих первых учеников.
В первые годы число учащихся было невелико, например, в 1810 году в гимназии училось 47 человек, а окончило её лишь двое; в 1813 году из-за перехода большей части учеников в кадетский корпус выпускной (четвёртый) класс был совсем закрыт. Однако в дальнейшем гимназия стала пользоваться успехом. Значительное число её учащихся составляли дворянские дети и в середине 1830-х годов для «благородного при гимназии пансиона» Н. Рюминым был приобретён на Владимирской улице особняк, в котором были устроены «параллельные классы» гимназии (здесь проходили занятия первых трёх, младших классов), поскольку в основном здании гимназии места для занятий уже не хватало. С 1869 года в здании Благородного пансиона находилась гимназическая никольская церковь. В 1903 году, в 1-й мужской гимназии обучались 461 воспитанник, более половины — из семей дворян и чиновников. С 1844 по 1903 годы с золотой медалью окончили гимназию 69, а серебряной — 68 выпускников.
В 1889—1890 годах, на пожертвования С. П. фон Дервиза было проведено основательное расширение гимназических помещений.
Ещё в 1871 году, из начальных «параллельных» классов 1-й мужской гимназии, размещённых в доме на углу Астраханской и Николодворянской улиц, была образована четырёхклассная прогимназия. С 1883 года начались ходатайства рязанцев о преобразовании этой прогимназии во 2-ю Мужскую гимназию, которая официально была учреждена только в 1903 году.

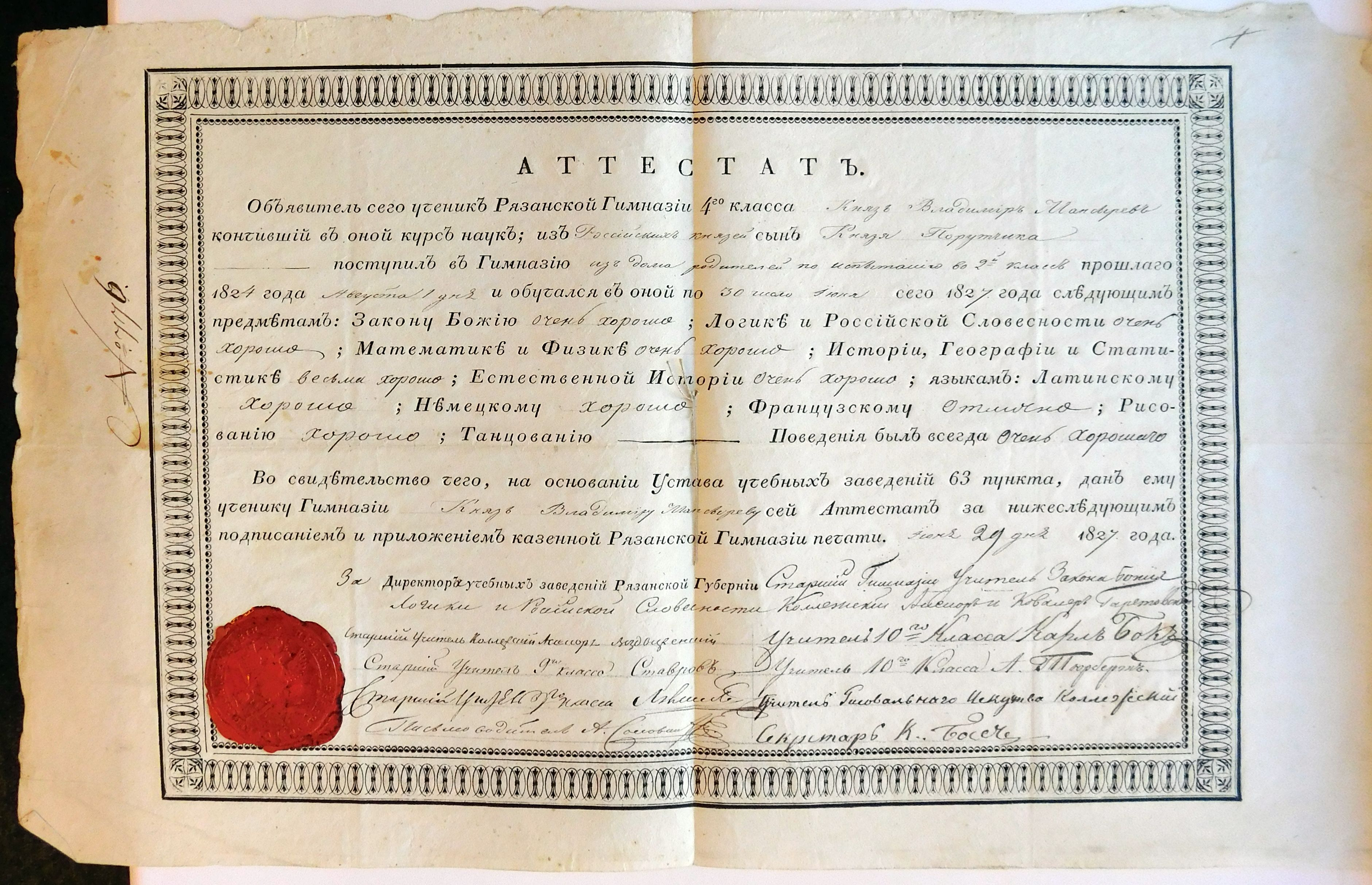
Аттестат ученика Рязанской гимназии князя Владимира Мансырева (1827)

## Персоналии
С 1805 года директором гимназии был назначен губернский прокурор, надворный советник Михаил Иванович Клечановский, с мая 1827 года — Н. Н. Семёнов. Также в разное время гимназией руководили И. М. Татаринов, А. Ф. Сергеев, С. Н. Оранский (13.06.1865—1872?), С. В. Гулевич (03.06.1872—1877), Л. С. Кульчицкий (28.10.1878—1881 и 05.10.1896—1902), Н. И. Высотский (1881—1896), Н. Я. Самойлович (25.08.1902 — 1912), Н. Н. Шамонин (18.06.1912—?). 
Среди преподавателей: Н. Н. Зелятров, А. В. Лебедев, А. Л. Линберг, А. Д. Повалишин, В. И. Радушкевич, И. Е. Соснецкий.